# جوایز موسیقی آی‌هارت‌رادیو ۲۰۱۴
جوایز موسیقی آی‌هارت‌رادیو ۲۰۱۴ نشان افتتاحیه جایزه موسیقی ارائه شده توسط پلت فرم آی‌هارت مدیا رادیو آی‌هارت و ان‌بی‌سی بود. این جوایز در تاریخ ۱ مه ۲۰۱۴، در شراین ادیتوریوم در لس آنجلس برگزار شد. نمایش جوایز در تاریخ ۲۶ فوریه ۲۰۱۴ اعلام شد. این نامزدها توسط نتایج نمودارهای مدیابیس، بازخورد شنوندگان و داده‌های جریان دیجیتال از پلت فرم رادیو آی‌هارت گردآوری شده و در تاریخ ۲۶ مارس ۲۰۱۴ اعلام شد. این جوایز بزرگترین هنرمندان و ترانه‌های سال را شناخته‌اند. کارگردانی این نمایش را همیش همیلتون بر عهده داشت. رأی‌گیری در صفحه وب رسمی آی‌هارت‌رادیو به جز «جایزه اینستاگرام» انجام شد، جایی که رأی‌گیری در شبکه اجتماعی اینستاگرام انجام شد.
ریانا با هشت بار نامزدی‌ها رکورد دار مراسم بود و همچنین با چهار پیروزی از جمله هنرمند سال و ترانه سال به بزرگترین برنده شب تبدیل شد.
پخش تلویزیونی ان‌بی‌سی از جوایز موسیقی آی‌هارت‌رادیو به‌طور کلی ۵٫۴ میلیون بیننده را به خود جلب کرد و ۱٫۷ امتیاز را در مهمترین مشخصات جمعیتی ۱۸ تا ۴۹ ساله به خود اختصاص داد.